# 碩士
碩士（せきし）とは、日本で官職についていない儒者に対する敬称であり、韓国、中国、台湾やベトナムでは大学院の修士(Master’s degree)の学位に相当するものを碩士と称している。日本では、専門職大学院を修了することで授与される専門職学位の名称が検討された際に碩士の学位を置くことも考えられたが、法務博士や教職修士など、専門職領域名に博士または修士の文字があてられることとなった。